# Świadczenie usług
Świadczenie usług – świadczenie na rzecz osoby fizycznej, osoby prawnej lub jednostki organizacyjnej niemającej osobowości prawnej, które nie stanowi dostawy towarów, w tym również:
1) przeniesienie praw do wartości niematerialnych i prawnych, bez względu na formę, w jakiej dokonano czynności prawnej;
2) zobowiązanie do powstrzymania się od dokonania czynności lub do tolerowania czynności lub sytuacji;
3) świadczenie usług zgodnie z nakazem organu władzy publicznej lub podmiotu działającego w jego imieniu lub nakazem wynikającym z mocy prawa.